# 보응 (연호)
보응(寶應, 762년 4월 ~ 763년 7월)은 당나라(唐) 숙종(肅宗) 이형(李亨)의 네번째 연호이자 마지막 연호이다. 1년 3개월 동안 사용하였다. 2년(二年) 건사월(建巳月, 4월)에 연호제를 부활시켜 보응으로 개원 하자마자 칭원법을 원상복구하였다. 개원 이틀 후에 숙종이 붕어하였으며, 새로 황제로 즉위한 대종(代宗)이 광덕(廣德)으로 개원할 때까지 사용하였다.

## 개원
- 2년(二年)[1] 건사월(建巳月) 16일[2](762년 5월 14일)에 연호제를 부활 시키면서, 연호를 보응(寶應)으로 개원함.[3][4][5][6]

- 보응(寶應) 2년 7월 11일[7](763년 8월 24일)에 연호를 광덕(廣德)으로 개원함.[8][9][10][6]

## 연대 대조표
| 보응       | 원년       | 2년        |
| 서기(西紀) | 762년      | 763년      |
| 간지(干支) | 임인(壬寅) | 계묘(癸卯) |

## 동시대 연호

### 한국
발해(渤海)
- 대흥(大興) (737년 ~ 793년)

### 중국
남조(南詔)
- 찬보종(贊普鍾) (752년 ~ 768년)

연(燕, 안사의 난)
- 현성(顯聖) (761년 ~ 763년)

기타
- 원조(袁晁) 보승(寶勝) (762년 ~ 763년)

### 일본
- 덴표호지(天平寶字) (757년 ~ 765년)

## 같이 보기
- 중국의 연호 목록